# Jeff Andretti
Jeff Andretti (Bethlehem, Pennsylvania, 1964. április 14. –) amerikai autóversenyző. Az olasz születésű legendás Mario Andretti fiatalabb gyermeke, Michael Andretti öccse, Marco Andretti nagybátyja, Aldo Andretti unokaöccse, John Andretti és Adam Andretti unokatestvére.